# John Byron (Offizier)
John „Mad Jack“ Byron (* 1757; † 2. August 1791 in Valenciennes) war ein Offizier der British Army und der Vater des Dichters George Gordon Byron.

## Leben
Byron war das sechste Kind und der älteste Sohn des Vizeadmirals Hon. John Byron und der Sophia Trevanion, Tochter des John Trevannion, Gutsherr von Carhays in Cornwall. Er war der Enkel von William Byron, 4. Baron Byron. Die früheste Aufzeichnung von ihm ist sein Taufprotokoll vom 17. März 1757 in Plymouth.
Nachdem seine Familie nach London gezogen war, wurde er in der Westminster School ausgebildet.
1773 trat er in die British Army ein und erwarb er ein Offizierspatent als Ensign der Coldstream Guards. 1777 wurde er zum Lieutenant befördert und stieg schließlich in den Rang eines Captains der Coldstream Guards auf. Er wurde mit seinem Regiment nach Philadelphia entsandt, während dort die Amerikanische Revolution stattfand.
1778 hatte Byron in eine Affäre mit der verheirateten Amelia Osborne, Marchioness of Carmarthen, Tochter des Robert Darcy, 4. Earl of Holderness. Kurz vor Weihnachten rannten sie aber weg. In Rottingdean wurden sie von einem der Diener ihres Gatten zusammen im Bett entdeckt. Ihr Gatte, Francis Osborne, Marquess of Carmarthen, reichte 1779 die Scheidung wegen Ehebruchs ein. Byron heiratete Amelia am 9. Juni 1779 in London und sie bekamen drei Kinder:
- Sophia Georgina Byron;
- eine namenloser Junge;
- Augusta Maria Byron  (* 26. Januar 1783; † 12. Oktober 1851), ⚭ 1807 George Leigh.[1]

Sophia und der namenlose Junge starben im Säuglingsalter.
Nach dem Tod von Amelia 1784 in London heiratete Byron am 17. Mai 1785 Catherine Gordon of Gight, Tochter des George Gordon und der Catherine Innes. Um das Anwesen seiner Frau in Schottland zu beanspruchen, nahm Byron den Nachnamen Gordon an. Sie hatten ein Kind:
- George Gordon Byron, 6. Baron Byron (1788–1824), ⚭ (1) 1815–1816 Anne Milbanke, ⚭ (2) Claire Clairmont.

Nachdem er versucht hatte, mit seiner Frau in Aberdeen zu leben und ihr Vermögen verschwendet hatte, verließ Jack schließlich sowohl seine Frau als auch seinen Sohn in Schottland und ging nach Frankreich, um bei seiner Schwester Frances Leigh zu leben. Nachdem er es nie geschafft hatte, die Kontrolle über sein Geld zu übernehmen – das er weiterhin auf Feiern, Theaterausflügen und für Kurtisanen ausgab – starb er im August 1791 in Valenciennes.
Obwohl sein Sohn George Gordon Byron viele Jahre später behauptete, sein Vater habe sich die Kehle durchgeschnitten, gibt es keine zeitgenössischen Beweise dafür. Byron erwähnte Blut zu husten und Gewicht zu verlieren. Seine Schwester Sophy beschrieb seine Todesursache als „lange und leidende Krankheit“. Diese Faktoren unterstützen die Idee, dass Byron an einer Konsumerkrankung wie Tuberkulose gestorben ist.
Hätte Byron länger gelebt, hätte er beim Tod seines Onkels William Byron, 5. Baron Byron den Titel des Baron Byron geerbt. Stattdessen fiel dieser 1798 an seinen zehnjährigen Sohn George.